# Калманка (приток Оби)
Калманка (в среднем течении — Большая Калманка) — река в России, протекает по Алейскому, Топчихинскому и Калманскому районам Алтайского края. Устье реки находится в 3481 км от устья Оби по левому берегу. Длина реки составляет 76 км, площадь водосборного бассейна — 1700 км². В промежутке между притоками Савиха и Малая Калманка называется Большой Калманкой.

## Притоки
(указано расстояние от устья)
- 3 км: Марушка (лв)
- 4 км: Старый Алей (пр)
- 8 км: Малая Калманка (лв)
- 39 км: Крутиха (пр)
- 49 км: Топчиха (лв)
- 53 км: Савиха (лв)
- 69 км: Ключи (лв)

## Данные водного реестра
По данным государственного водного реестра России относится к Верхнеобскому бассейновому округу, водохозяйственный участок реки — Обь от слияния рек Бия и Катунь до города Барнаул, без реки Алей, речной подбассейн реки — бассейны притоков (Верхней) Оби до впадения Томи. Речной бассейн реки — (Верхняя) Обь до впадения Иртыша.